# Канал 5 (Северная Македония)
Канал 5 — национальный телевизионный канал Северной Македонии.
Это второй самый популярный (смотримый) телеканал страны, с долей аудитории за 2013 год 12,8 процентов, причём в мае 2013 года доля аудитории составила более 18 процентов.

## История
Канал 5 был основан в 1998 году. Владельцем телеканала является Лидия Богатинова, ныне шеф-редактор отдела новостей на телеканале. Штаб-квартира телеканала расположена в Скопье, в районе Скупы. Студии 5 канала по площади в крупных городах являются одними из самых маленьких среди всех телеканалов Северной Македонии.
Вещание канала началось в Скопье: на канале работали изначально всего 50 человек, но вскоре зона вещания значительно расширилась. В настоящий момент аудитория телеканала составляет 96% населения Северной Македонии (у дочернего Канала 5+ аудитория уже набрала 76%). В мае 2010 года была запущена версия телеканала в формате высокого разрешения Канал 5 HD по технологии IPTV.

## Оборудование
В распоряжении телеканала две полностью оборудованные столичные студии, цифровое телевизионное оборудование фирмы Sony, аналоговые и цифровые телекамеры (из цифровых выделяются Sony DSR 200 и Sony DSR 250), современные компьютеры и монтажное оборудование.

## Вещание
В сетку вещания Канала 5 входят различные телепередачи: вещание в прямом эфире осуществляется из разных мест Северной Македонии и мира благодаря оборудованным автомобилям телеканала. Ежедневно на телеканале транслируются выпуски новостей, политические ток-шоу, развлекательные передачи, детские телепередачи, спортивные соревнования, художественные и документальные фильмы, а также телесериалы. За функциональность телеканала отвечает управленческая команда в составе 80 сотрудников.
С 2009 по июнь 2012 года на телеканале транслировались футбольные матчи Лиги чемпионов УЕФА, Лиги Европы УЕФА и Суперкубка УЕФА. Основной информационной программой являются «Вести»: утренние и дневные выпуски ведут Драги Павлевский и Биляна Дебарлиева, а вечерние выпуски ведут Татьяна Стояновская, Любица Яневская и Борислав Тноковский. Владелец канала Лидия Богатинова занимает должность шеф-редактора отдела новостей.